# Copa Mundial de Clubes de la FIFA 2011
La Copa Mundial de Clubes de la FIFA 2011 fue la octava edición del torneo de fútbol organizado por dicha  Federación. Luego de que Emiratos Árabes Unidos fue el anfitrión en las ediciones de 2009 y 2010, el torneo regresó a Japón, donde se jugaba habitualmente. Se celebró del 8 al 18 de diciembre, con la participación de los campeones de las distintas confederaciones más el campeón local, por ser país organizador. El sorteo del torneo se llevó a cabo el 17 de noviembre.
El Barcelona se proclamó Campeón del Mundo por segunda vez en su historia.

## Sedes
| Estadio Toyota                                         | Estadio Internacional de Yokohama                      |
| 35°05′04.02″N 137°10′14.02″E / 35.0844500, 137.1705611 | 35°30′36.16″N 139°36′22.49″E / 35.5100444, 139.6062472 |
| Aforo: 45.000                                          | Aforo: 72.327                                          |
|                                                        |                                                        |
| Toyota Yokohama                                        |                                                        |

## Árbitros
Los árbitros designados fueron:
| África - Noumandiez Doue Asistentes: - Songuifolo Yeo - Djibril Camara Asia - Ravshan Irmatov - Yuichi Nishimura Asistentes: - Abdukhamidullo Rasulov - Bakhadyr Kochkarov - Toshiyuki Nagi - Toru Sagara Europa - Nicola Rizzoli Asistentes: - Renato Faverani - Andrea Stefani | América del Norte, Central y Caribe - Joel Aguilar Asistentes: - William Torres Mejia - Juan Francisco Zumba Oceanía - Peter O'Leary Asistentes: - Jan-Hendrik Hintz - Ravinesh Kumar América de Sur - Enrique Osses Asistentes: - Francisco Mondria - Carlos Alexis Astroza |

## Clubes clasificados
Los equipos participantes se fueron clasificando a lo largo del año a través de las seis mayores competiciones continentales. En cursiva, los equipos debutantes en la competición sin tener en cuenta su predecesora, la Copa Intercontinental.
| Confederación                            | Equipo         | Vía de clasificación                                     |
| ---------------------------------------- | -------------- | -------------------------------------------------------- |
| UEFA (Europa)                            | Barcelona      | Campeón de la Liga de Campeones de la UEFA (2010/11)     |
| Conmebol (América del Sur)               | Santos         | Campeón de la Copa Libertadores de América (2011)        |
| Concacaf (Norte, Centroamérica y Caribe) | Monterrey      | Campeón de la Liga de Campeones de la Concacaf (2010/11) |
| AFC (Asia)                               | Al-Sadd        | Campeón de la Liga de Campeones de la AFC (2011)         |
| CAF (África)                             | Espérance      | Campeón de la Liga de Campeones de la CAF (2011)         |
| OFC (Oceanía)                            | Auckland City  | Campeón de la Liga de Campeones de la OFC (2010/11)      |
| Japón (Asia)                             | Kashiwa Reysol | Campeón de la J. League Division 1 (2011)                |

## Calendario y resultados
El 17 de noviembre se realizó el sorteo en Nagoya para determinar las posiciones de los tres equipos que participaron en los cuartos de final: Al-Sadd (AFC), Espérance ST, y el Monterrey (Concacaf).

### Cuadro de desarrollo
|  | Eliminación preliminar     | Eliminación preliminar   |                            |                    | Cuartos de final         | Cuartos de final         |               |               | Semifinales | Semifinales |  |  | Final                      | Final                      |
|  | 8 de diciembre – Toyota    |                          |                            |                    |                          |                          |               |               |             |             |  |  |                            |                            |
|  | Kashiwa Reysol             | 2                        |                            |                    | 11 de diciembre – Toyota | 11 de diciembre – Toyota |               |               |             |             |  |  |                            |                            |
|  | Kashiwa Reysol             | 2                        |                            |                    | 11 de diciembre – Toyota | 11 de diciembre – Toyota |               |               |             |             |  |  |                            |                            |
|  | Auckland City              | 0                        |                            |                    | Kashiwa Reysol (p.)      | 1 (4)                    |               |               |             |             |  |  |                            |                            |
|  | Auckland City              | 0                        | 14 de diciembre – Toyota   |                    | Kashiwa Reysol (p.)      | 1 (4)                    |               |               |             |             |  |  |                            |                            |
|  |                            |                          |                            |                    | Monterrey                | 1 (3)                    |               |               |             |             |  |  |                            |                            |
|  | Kashiwa Reysol             | 1                        |                            |                    | Monterrey                | 1 (3)                    |               |               |             |             |  |  |                            |                            |
|  | Kashiwa Reysol             | 1                        |                            |                    |                          |                          |               |               |             |             |  |  |                            |                            |
|  |                            |                          | Santos                     | 3                  |                          |                          |               |               |             |             |  |  |                            |                            |
|  |                            |                          | Santos                     | 3                  |                          |                          |               |               |             |             |  |  |                            |                            |
|  |                            |                          | 18 de diciembre – Yokohama |                    |                          |                          |               |               |             |             |  |  |                            |                            |
|  |                            |                          |                            |                    |                          |                          |               |               |             |             |  |  |                            |                            |
|  | Santos                     | 0                        |                            |                    |                          |                          |               |               |             |             |  |  |                            |                            |
|  | Santos                     | 0                        | 11 de diciembre – Toyota   |                    |                          |                          |               |               |             |             |  |  |                            |                            |
|  |                            | Barcelona                | 4                          |                    |                          |                          |               |               |             |             |  |  |                            |                            |
|  |                            |                          | 4                          | Espérance de Tunis | 1                        |                          |               |               |             |             |  |  |                            |                            |
|  | 15 de diciembre – Yokohama |                          |                            | Espérance de Tunis | 1                        |                          |               |               |             |             |  |  |                            |                            |
|  |                            | Al-Sadd                  | 2                          |                    |                          |                          |               |               |             |             |  |  |                            |                            |
|  | Al-Sadd                    | Al-Sadd                  | 2                          | 0                  |                          |                          |               |               |             |             |  |  |                            |                            |
|  | Al-Sadd                    | Quinto puesto            | Quinto puesto              | 0                  |                          |                          | Tercer puesto | Tercer puesto |             |             |  |  |                            |                            |
|  |                            | Quinto puesto            | Quinto puesto              |                    | Barcelona                | 4                        | Tercer puesto | Tercer puesto |             |             |  |  |                            |                            |
|  | Monterrey                  | 3                        | Kashiwa Reysol             | 0 (3)              | Barcelona                | 4                        |               |               |             |             |  |  |                            |                            |
|  | Monterrey                  | 3                        | Kashiwa Reysol             | 0 (3)              |                          |                          |               |               |             |             |  |  |                            |                            |
|  | Espérance de Tunis         | 2                        | Al-Sadd (p.)               | 0 (5)              |                          |                          |               |               |             |             |  |  |                            |                            |
|  | Espérance de Tunis         | 2                        | Al-Sadd (p.)               | 0 (5)              |                          |                          |               |               |             |             |  |  |                            |                            |
|  | 14 de diciembre – Toyota   | 14 de diciembre – Toyota |                            |                    |                          |                          |               |               |             |             |  |  | 18 de diciembre – Yokohama | 18 de diciembre – Yokohama |

Todos los horarios en Horario Estándar de Japón (UTC+9).

### Eliminación preliminar
| 8 de diciembre de 2011, 19:45 | Kashiwa Reysol        | 2:0 (2:0) | Auckland City | Estadio Toyota, Toyota                                     |                                                            |
|                               | Tanaka 37' · Kudō 40' | Reporte   |               | Asistencia: 18.754 espectadores Árbitro(s): Nicola Rizzoli | Asistencia: 18.754 espectadores Árbitro(s): Nicola Rizzoli |

### Cuartos de final
| 11 de diciembre de 2011, 16:00 | Espérance   | 1:2 (0:1) | Al-Sadd                | Estadio Toyota, Toyota                                    |                                                           |
|                                | Darragi 60' | Reporte   | Khalfan 33' · Koni 49' | Asistencia: 21.251 espectadores Árbitro(s): Enrique Osses | Asistencia: 21.251 espectadores Árbitro(s): Enrique Osses |

| 11 de diciembre de 2011, 19:30 | Kashiwa Reysol                                                 | 1:1 (1:1, 0:0) (t. s.)(4:3 p.) | Monterrey                                | Estadio Toyota, Toyota                                    |                                                           |
|                                | Leandro Domingues 53'                                          | Reporte                        | Suazo 58'                                | Asistencia: 27.525 espectadores Árbitro(s): Peter O'Leary | Asistencia: 27.525 espectadores Árbitro(s): Peter O'Leary |
|                                |                                                                | Tiros desde el punto penal     |                                          |                                                           |                                                           |
|                                | Leandro Domingues · Jorge Wágner · Kurisawa · Tanaka · Hayashi |                                | Pérez · Suazo · Ayoví · Orozco · Delgado |                                                           |                                                           |

### Quinto lugar
| 14 de diciembre de 2011, 16:30 | Monterrey                             | 3:2 (2:1) | Espérance                        | Estadio Toyota, Toyota                                      |                                                             |
|                                | Mier 39' · De Nigris 44' · Zavala 47' | Reporte   | N'Djeng 31' · Mouelhi 76' (pen.) | Asistencia: 13.639 espectadores Árbitro(s): Ravshan Irmatov | Asistencia: 13.639 espectadores Árbitro(s): Ravshan Irmatov |

### Semifinales
| 14 de diciembre de 2011, 19:30 | Kashiwa Reysol | 1:3 (0:2) | Santos                               | Estadio Toyota, Toyota                                     |                                                            |
|                                | Sakai 54'      | Reporte   | Neymar 19' · Borges 24' · Danilo 63' | Asistencia: 29.173 espectadores Árbitro(s): Nicola Rizzoli | Asistencia: 29.173 espectadores Árbitro(s): Nicola Rizzoli |

| 15 de diciembre de 2011, 19:30 | Al-Sadd | 0:4 (0:2) | Barcelona                                  | Estadio Internacional, Yokohama                          |                                                          |
|                                |         | Reporte   | Adriano 25', 43' · Keita 64' · Maxwell 81' | Asistencia: 66.298 espectadores Árbitro(s): Joel Aguilar | Asistencia: 66.298 espectadores Árbitro(s): Joel Aguilar |

### Tercer lugar
| 18 de diciembre de 2011, 16:30 | Kashiwa Reysol                        | 0:0 (3:5 p.)               | Al-Sadd                                     | Estadio Internacional, Barcelona                            |                                                             |
|                                |                                       | Reporte                    |                                             | Asistencia: 60.527 espectadores Árbitro(s): Noumandiez Doue | Asistencia: 60.527 espectadores Árbitro(s): Noumandiez Doue |
|                                |                                       | Tiros desde el punto penal |                                             |                                                             |                                                             |
|                                | Jorge Wágner · Sawa · Hayashi · Ōtani |                            | Niang · Keïta · Majid · Al Haidos · Belhadj |                                                             |                                                             |

### Final
| 1          | POR        | Rafael Cabral  |     |
| 2          | DEF        | Edu Dracena    |     |
| 3          | DEF        | Léo            |     |
| 4          | DEF        | Danilo         | 31' |
| 6          | DEF        | Durval         |     |
| 14         | DEF        | Bruno Rodrigo  |     |
| 5          | MED        | Arouca         |     |
| 7          | MED        | Henrique       |     |
| 10         | MED        | Ganso          | 83' |
| 9          | DEL        | Borges         | 79' |
| 11         | DEL        | Neymar         |     |
| Entrenador | Entrenador | Muricy Ramalho |     |

| 1          | POR        | Víctor Valdés    |     |
| 2          | DEF        | Daniel Alves     |     |
| 3          | DEF        | Gerard Piqué     | 56' |
| 5          | DEF        | Carles Puyol     | 85' |
| 22         | DEF        | Éric Abidal      |     |
| 16         | MED        | Sergio Busquets  |     |
| 6          | MED        | Xavi Hernández   |     |
| 8          | MED        | Andrés Iniesta   |     |
| 11         | MED        | Thiago Alcántara | 79' |
| 4          | MED        | Cesc Fàbregas    |     |
| 10         | DEL        | Lionel Messi     |     |
| Entrenador | Entrenador | Pep Guardiola    |     |

| 8  | MED | Elano       | 31' |
| 19 | DEL | Alan Kardec | 79' |
| 18 | MED | Ibson       | 83' |

| 14 | MED | Javier Mascherano | 56' |
| 17 | DEL | Pedro Rodríguez   | 79' |
| 24 | MED | Andreu Fontàs     | 85' |

| Anotado | 17' | Lionel Messi   | 0-1 |
| Anotado | 24' | Xavi Hernández | 0-2 |
| Anotado | 45' | Cesc Fabregas  | 0-3 |
| Anotado | 82' | Lionel Messi   | 0-4 |

| Amonestado | 73' | Ganso       |
| Amonestado | 74' | Edu Dracena |

| Amonestado | 39' | Gerard Piqué      |
| Amonestado | 71' | Javier Mascherano |

| Árbitro             | Ravshan Irmatov        |
| Árbitros asistentes | Abdukhamidullo Rasulov |
| Árbitros asistentes | Bakhadyr Kochkarov     |
| Cuarto árbitro      | Yuichi Nishimura       |
| Quinto árbitro      | Toru Sagara            |

| 1          | POR        | Rafael Cabral  |     |
| 2          | DEF        | Edu Dracena    |     |
| 3          | DEF        | Léo            |     |
| 4          | DEF        | Danilo         | 31' |
| 6          | DEF        | Durval         |     |
| 14         | DEF        | Bruno Rodrigo  |     |
| 5          | MED        | Arouca         |     |
| 7          | MED        | Henrique       |     |
| 10         | MED        | Ganso          | 83' |
| 9          | DEL        | Borges         | 79' |
| 11         | DEL        | Neymar         |     |
| Entrenador | Entrenador | Muricy Ramalho |     |

| 1          | POR        | Víctor Valdés    |     |
| 2          | DEF        | Daniel Alves     |     |
| 3          | DEF        | Gerard Piqué     | 56' |
| 5          | DEF        | Carles Puyol     | 85' |
| 22         | DEF        | Éric Abidal      |     |
| 16         | MED        | Sergio Busquets  |     |
| 6          | MED        | Xavi Hernández   |     |
| 8          | MED        | Andrés Iniesta   |     |
| 11         | MED        | Thiago Alcántara | 79' |
| 4          | MED        | Cesc Fàbregas    |     |
| 10         | DEL        | Lionel Messi     |     |
| Entrenador | Entrenador | Pep Guardiola    |     |

| 8  | MED | Elano       | 31' |
| 19 | DEL | Alan Kardec | 79' |
| 18 | MED | Ibson       | 83' |

| 14 | MED | Javier Mascherano | 56' |
| 17 | DEL | Pedro Rodríguez   | 79' |
| 24 | MED | Andreu Fontàs     | 85' |

| Anotado | 17' | Lionel Messi   | 0-1 |
| Anotado | 24' | Xavi Hernández | 0-2 |
| Anotado | 45' | Cesc Fabregas  | 0-3 |
| Anotado | 82' | Lionel Messi   | 0-4 |

| Amonestado | 73' | Ganso       |
| Amonestado | 74' | Edu Dracena |

| Amonestado | 39' | Gerard Piqué      |
| Amonestado | 71' | Javier Mascherano |

| Árbitro             | Ravshan Irmatov        |
| Árbitros asistentes | Abdukhamidullo Rasulov |
| Árbitros asistentes | Bakhadyr Kochkarov     |
| Cuarto árbitro      | Yuichi Nishimura       |
| Quinto árbitro      | Toru Sagara            |

|                         |
| Bandera de España       |
| Campeón F. C. Barcelona |
| 2.do título             |

## Estadísticas

### Premios económicos[6]
| Categoría                        | Premio          |
| -------------------------------- | --------------- |
| Campeón                          | 5.000.000 US$   |
| Subcampeón                       | 4.000.000 US$   |
| Tercero                          | 2.500.000 US$   |
| Cuarto                           | 2.000.000 US$   |
| Quinto                           | 1.500.000 US$   |
| Sexto                            | 1.000.000 US$   |
| Séptimo                          | 500.000 US$     |
| Mejor jugador                    | Un Toyota Prius |
| Fair Play (equipo más deportivo) | 7.500 US$       |

### Goleadores
| Jugador           | Equipo         | Anotado | A | MIN  |
| ----------------- | -------------- | ------- | - | ---- |
| Lionel Messi      | Barcelona      | 2       | 1 | 180' |
| Adriano           | Barcelona      | 2       | 0 | 90'  |
| Xavi              | Barcelona      | 1       | 1 | 90'  |
| Aldo de Nigris    | Monterrey      | 1       | 1 | 113' |
| Junya Tanaka      | Kashiwa Reysol | 1       | 1 | 345' |
| Maxwell           | Barcelona      | 1       | 0 | 24'  |
| Oussama Darragi   | Espérance      | 1       | 0 | 88'  |
| Cesc Fàbregas     | Barcelona      | 1       | 0 | 90'  |
| Seydou Keita      | Barcelona      | 1       | 0 | 90'  |
| Danilo            | Santos         | 1       | 0 | 120' |
| Humberto Suazo    | Monterrey      | 1       | 0 | 120' |
| Borges            | Santos         | 1       | 0 | 159' |
| Neymar            | Santos         | 1       | 0 | 180' |
| Khaled Mouelhi    | Espérance      | 1       | 0 | 180' |
| Yannick N'Djeng   | Espérance      | 1       | 0 | 180' |
| Hiram Mier        | Monterrey      | 1       | 0 | 210' |
| Jesús Zavala      | Monterrey      | 1       | 0 | 210' |
| Khalfan Ibrahim   | Al-Sadd        | 1       | 0 | 238' |
| Masato Kudo       | Kashiwa Reysol | 1       | 0 | 240' |
| Leandro Domingues | Kashiwa Reysol | 1       | 0 | 300' |
| Abdulla Koni      | Al-Sadd        | 1       | 0 | 300' |
| Hiroshi Sakai     | Kashiwa Reysol | 1       | 0 | 397' |

### Balón de oro[8]
| Jugador        | Equipo    |
| -------------- | --------- |
| Lionel Messi   | Barcelona |
| Xavi Hernández | Barcelona |
| Neymar         | Santos    |

### Clasificación final
| Equipo | Equipo         | PJ | PG | PE | PP | GF | GC | DIF |
| ------ | -------------- | -- | -- | -- | -- | -- | -- | --- |
| 1      | Barcelona      | 2  | 2  | 0  | 0  | 8  | 0  | 8   |
| 2      | Santos         | 2  | 1  | 0  | 1  | 3  | 5  | -2  |
| 3      | Al-Sadd        | 3  | 1  | 1  | 1  | 2  | 5  | -3  |
| 4      | Kashiwa Reysol | 4  | 1  | 2  | 1  | 4  | 4  | 0   |
| 5      | Monterrey      | 2  | 1  | 1  | 0  | 4  | 3  | 1   |
| 6      | Espérance      | 2  | 0  | 0  | 2  | 3  | 5  | -2  |
| 7      | Auckland City  | 1  | 0  | 0  | 1  | 0  | 2  | -2  |

### Premio al juego limpio[8]
| Equipo    |
| Barcelona |
| --------- |